# Лондонський метрополітен
Лондонський метрополітен (англ. London Underground) — система ліній метрополітену в Лондоні Велика Британія. Перший метрополітен у світі, відкритий 1863 року.
Лондонський метрополітен — один із найбільших у світі, його мережа складається з 11 ліній загальною протяжністю 402 км, із яких 45 % проходить під землею. За сумарною довжиною ліній метрополітен посідає четверте місце у світі після сеульського, пекінського і шанхайського. Лондонське метро налічує 272 станції.
Пасажиропотік у лондонському метрополітені 2011 року становив 1171 мільйон осіб, у середньому понад 3 мільйони пасажирів на день. За річним пасажиропотоком метрополітен Лондона посідає одинадцяте місце у світі та третє в Європі після московського і паризького. Мережа лондонського метро обслуговує більшу частину Великого Лондона, а також частково графства Бакінгемшир, Хартфордшир і Ессекс.
Лондонський метрополітен — найстаріший у світі. Його перша лінія, яка називалася «Метрополітен рейлвей», відкрилася у 1863 році. Вона пов'язувала два великих залізничних вокзали із Сіті. 1890 року лондонський метрополітен став однією з перших залізничних систем, де почали експлуатуватися поїзди на електротязі. У роки Другої світової війни станції підземки служили притулком десяткам тисяч мирних жителів під час бомбардувань. 18 листопада 1987 року на одній зі станцій спалахнула сильна пожежа, що забрала життя 31 людини. 7 липня 2005 року лондонський метрополітен став мішенню для терористів. В результаті потрійного теракту загинули 56 осіб, у тому числі 4 арабських терористи.
Спочатку лінії лондонського метрополітену будували різні приватні компанії. 1933 року після створення Департаменту лондонського пасажирського транспорту (англ. London Passenger Transport Board) вони стали частиною єдиної транспортної системи. 1985 року уряд Великої Британії створив товариство з обмеженою відповідальністю London Underground (London Underground Limited), і метрополітен став самостійною організацією. З 2003 року «London Underground Limited» (LUL) є власною дочірньою компанією корпорації «Transport for London» (TfL), яка відповідає практично за весь громадський транспорт Великого Лондона.
Лондонці називають метрополітен у своєму місті «The Tube» («тьюб» — труба), за формою тунелів глибокого закладення. Лондонська підземка є одним із символів Лондона. На карті лондонського метро також представлені Доклендське легке метро та London Overground, які не є частиною мережі Лондонського метро.

## Історія

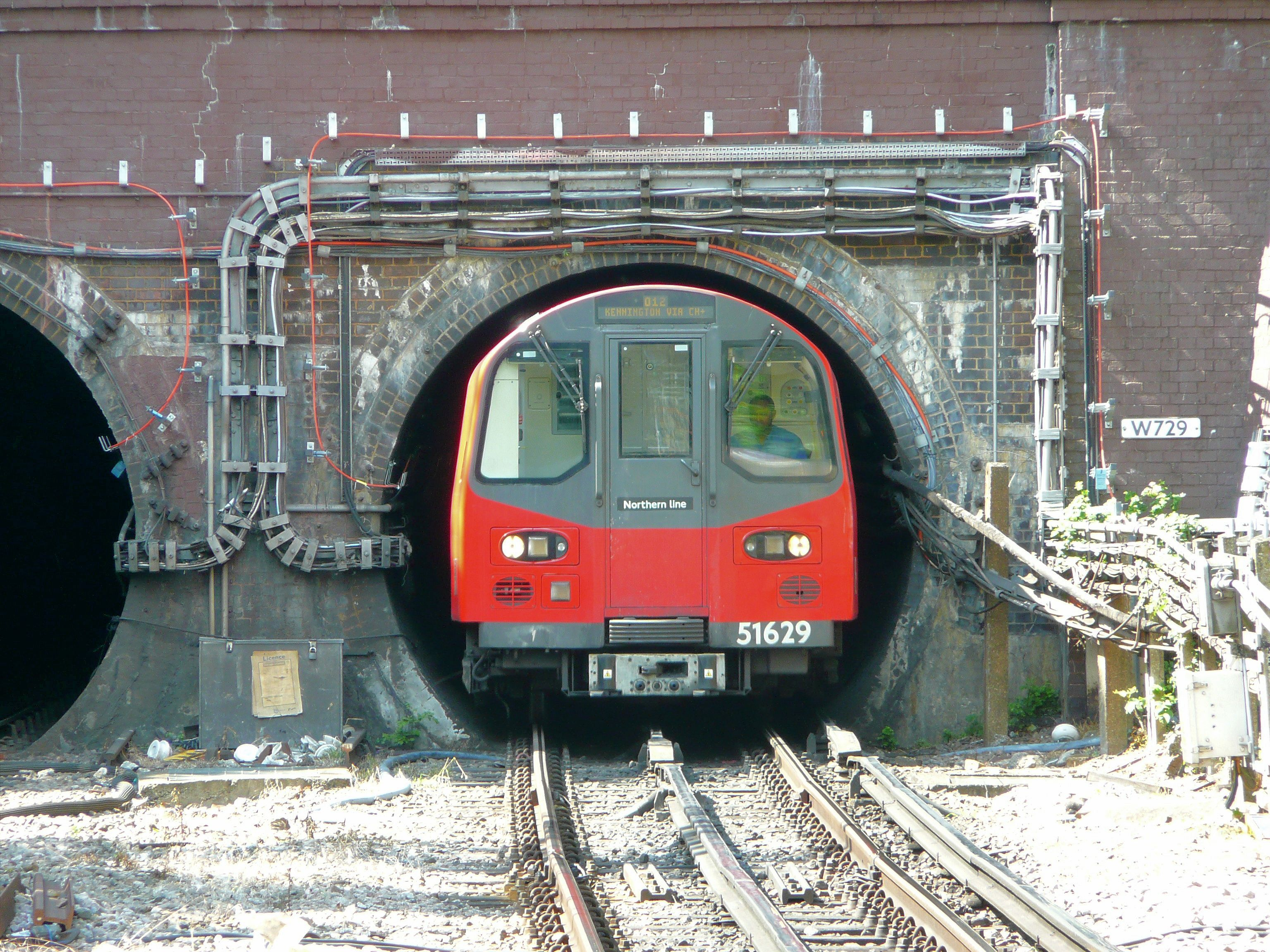
Ось чому лондонці називають метрополітен трубою (The Tube).

### Тунель під Темзою
У 1818 році французький інженер Марк Брюнель винайшов прохідницький щит, за допомогою якого в 1825—1843 роках був побудований перший у світі тунель, прокладений під водоймою у м'якому ґрунті. Тим самим Брюнель продемонстрував можливість будівництва тунелів і проклав шлях розвитку сучасного метро.
Ширина тунелю під Темзою становила 11 м, висота — 6 м. Спочатку він використовувався як пішохідний, але у 1865 році його придбала асоціація ELR, до якої входили шість залізничних компаній. Через тунель стали ходити вантажні й пасажирські потяги. З 1948 по 2007 рік тунель був частиною метрополітену, а на початок ХХІ сторіччя по ньому курсують потяги London Overground.

### Передумови будівництва
У першій половині XIX століття в Англії почалося бурхливе будівництво залізниць. Залізнична мережа мала радіальний вигляд, магістральні лінії сходилися в Лондоні. До 1854 року за межами центру Лондона було побудовано шість тупикових залізничних вокзалів: Лондон Брідж, Юстон, Паддінгтон, Кінгс-Кросс, Бішопсгейт та Ватерлоо. На той час населення британської столиці досягло двох мільйонів, і в місті склалася важка транспортна ситуація. Вона ще більше ускладнилася тим, що, з огляду на швидкий розвиток залізничного транспорту, викликаного промисловою революцією, багато жителів передмість стали їздити в центр Лондона на роботу, зріс і транзитний потік через місто. Єдиним видом громадського транспорту на той момент був омнібус, що зв'язував Паддінгтон із Сіті. Основна ж частина пасажиропотоку припадала на приватних візників. Оскільки всі залізничні вокзали перебували за межами Сіті (на той момент у Сіті розташовувалась лише одна залізнична станція — «Фінчерч стрит»), а продовжити залізничну колію ближче до центру було заборонено через побоювання, що вібрації можуть пошкодити історичні будівлі, на і без того завантажених центральних вулицях стали виникати затори.

### Перша підземна залізниця
Перші пропозиції з будівництва підземної залізниці, яка зв'язувала б Сіті із залізничними вокзалами, з'явилися у 1830-х роках, але питання про будівництво метрополітену стало всерйоз розглядатися як вирішення проблеми заторів на дорогах тільки в першій половині 1850-х.
У 1855 році парламентським актом було затверджено будівництво підземної залізниці, названої «Метрополітен рейлвей». Згідно з проєктом, вона повинна була пов'язати вокзали Паддінгтон і Кінгс-Крос зі станцією Фаррінгдон. Фінансову підтримку проєкту надала компанія «Great Western Railway» (GWR), вона ж взялася за проєктування спеціального рухомого складу для нової підземної залізниці.
Брак бюджетних коштів затримав початок будівництва на декілька років. Через недофінансування проєкт міг бути і зовсім згорнутий. Тим, що цього все ж не сталося, лондонський метрополітен великою мірою зобов'язаний солісітору Лондонської міської корпорації Чарльзу Пірсону, який лобіював у муніципальному парламенті виділення коштів на реалізацію проєкту. Він підтримував ідею будівництва підземної залізниці в Лондоні протягом декількох років. Пірсон виступав за знесення антисанітарних нетрів і за будівництво на їх місці нового житла для жителів околиць із забезпеченням залізничного перевезення до місць їх роботи в центрі міста. Попри те, що він безпосередньо ніколи не залучався до управління «Метрополітен рейлуей», його по праву вважають одним з батьків-засновників лондонського метрополітену. Зрештою Пірсону вдалося переконати Лондонську міську корпорацію допомогти з фінансуванням проєкту. Роботи, нарешті, почалися у лютому 1860 року під керівництвом головного інженера Джона Фоулера. Сам Пірсон помер у 1862 році, так і не дочекавшись відкриття Лондонського метро.

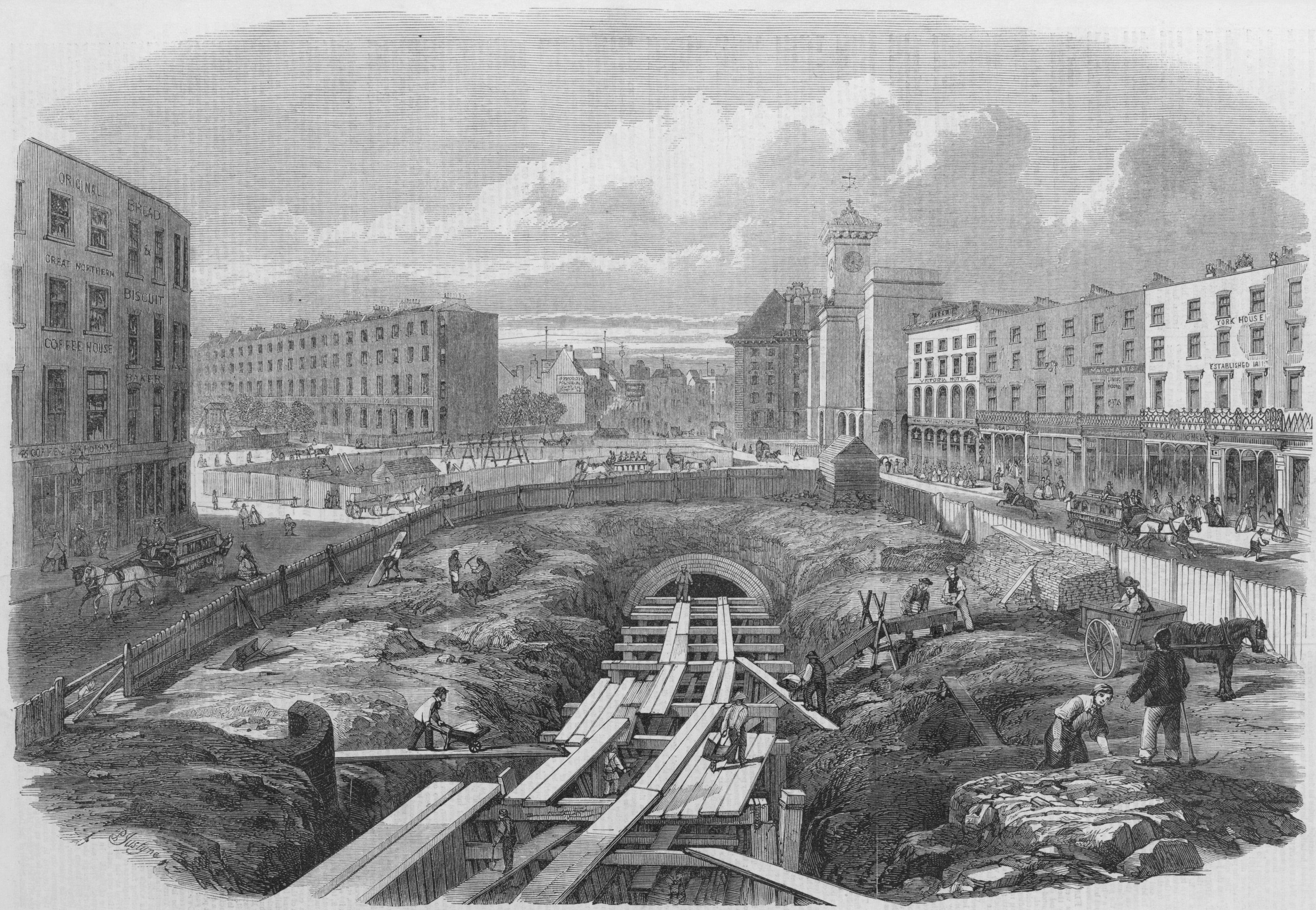
Будівництво «Метрополітен рейлуей» поблизу вокзалу Кінгс-Крос (1861)
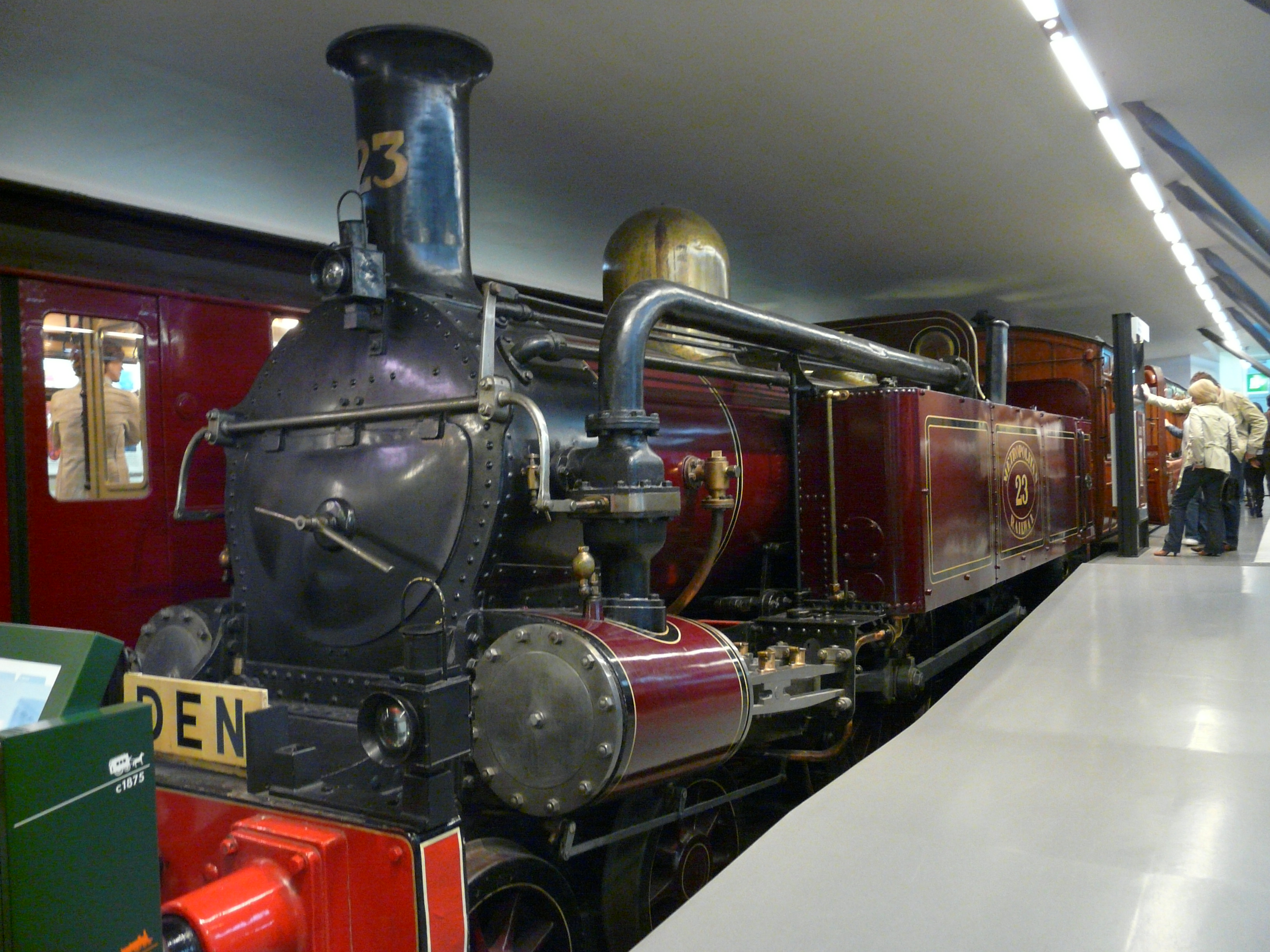
Єдиний збережений паровоз першої підземної залізниці в Лондонському музеї громадського транспорту

Перші тунелі були побудовані траншейним способом — виривався рів завглибшки до 10 м, на його дно укладалися залізничні колії, потім над ними зводилися аркові цегельні склепіння, далі рів засипався. На час будівництва тунелю таким методом рух на вулиці повністю припинявся, крім того, будівництво метро стало причиною численних зносів будинків та іншої інфраструктури на поверхні.
Перша лінія лондонського метрополітену — «Метрополітен рейлуей» відкрита 10 січня 1863 року . Експлуатацію лінії здійснювала однойменна компанія. Перша черга підземки налічувала сім станцій: «Бішоупс Роуд» (нині — «Паддінгтон»), «Еджвер-роуд», «Бейкер-стріт», «Портленд-роуд» (нині — «Грейт-Портленд-стріт»), «Гауер-стріт» (нині — «Юстон-сквер»), «Кінгс-Крос» (нині — «Кінгс-Крос Сент-Панкрасс») та «Фаррінгдон-стріт» (станція Фаррінгдон). Довжина всієї лінії складала 6 км. Спочатку поїзди в метро курсували на паровозній тязі. З огляду на недостатню вентиляцію підземка була задимлена так, що найчастіше на станціях ставало важко дихати через паровозний дим.
Перші поїзди лондонського метро складалися з декількох вагонів під тягою спеціально сконструйованими паровозами. Паровози з частковою  конденсацією пару також сконструював інженер Джон Фоулер. Тоді вагони були трьох класів, згодом їх вигляд зазнав значних змін: спочатку відкриті платформи, потім — вагони без вікон, надалі — з вузькими щільовими вікнами, наприкінці — з повноцінними вікнами. Умови для пасажирів та обслуговуючого персоналу при експлуатації паровозів підземкою були не найкращими, але інших видів  тяги тоді не існувало. Локомотивні бригади намагалися на кінцевих станціях накопичити якнайбільше пару, аби, за можливістю, проїхати лінію без диму, але не завжди це здавалося. Тож локомотивні бригади 
були змушені зупинятися в тунелі й знову розводити пар. Для провітрювання від диму і пару тунелі метро вздовж траси періодично сполучалися з поверхнею землі великими вентиляційними вікнами, причому нерідко дим з них виривався та лякав екіпажі лошадей.
Попри це, метрополітен набув популярності, бо був найшвидшим видом транспорту у місті. На час  відкриття метро середній пасажиропотік за день складав 26 000 осіб, за перший рік роботи Лондонський метрополітен перевіз 9,5 млн осіб, а за 1864 рік — 12 млн.

### Подальший розвиток
Відразу ж після відкриття лондонський метрополітен почав розширюватися. 30 червня 1864 року відкрилася, побудована спільно компаніями «Great Western Railway» і «Метрополітен рейлуей», гілка Хаммерсміт-енд-Сіті, яка зв'язала Паддінгтон з районом Хаммерсміт, розташованим на захід від Сіті. Кількість станцій в метрополітені досягла 13. Спочатку нова лінія управлялася «GWR», але у квітні 1865 року її оператором стала «Метрополітен рейлуей», відновивши свою монополію у підземці. 23 грудня 1865 року лінія Метрополітен була продовжена на схід до станції «Моргейт». Наприкінці 1860-х були відкриті й інші гілки до станцій «Суїсс Коттедж», «Південний Кенсінгтон» і «Аддісон-роуд» (наразі «Кенсінгтон Олімпія») . До 1869 у лондонському метрополітені була у використані подвійна колія, бо одночасно експлуатувалися ширококолійні потяги «GWR» і поширеніші потяги зі стандартною шириною колії. До березня 1869 року «GWR» поступово вивела всі ширококолійні потяги з експлуатації у лондонському метро.
24 грудня 1868 року почала працювати побудована компанією «Metropolitan District Railway» лінія Дистрикт, яка зв'язала станції «Південний Кенсінгтон» і «Вестмінстер» . Компанія, що незабаром стала відомою як «The District», була утворена у 1864 році спеціально для будівництва, експлуатації та подальшого розвитку лінії. 1984 року гілка була продовжена до станцій «Тауер-Хілл» і «Уайтчепел». Таким чином, лінії Метрополітен і Дистрикт разом утворили кільце.
7 грудня 1869 року компанія «London, Brighton and South Coast Railway» почала експлуатувати ділянку між станціями «Уоппінг» і «Нью Крос Гейт», яка сьогодні розташована на Східній лінії, що перейшла у 2010 році до складу Лондонської надземки. Гілка проходила через тунель під Темзою.
У 1870 році компанія «The District» завершила будівництво гілки від ст. «Уест Бромптон» до ст. «Блекфраїрс» з пересадковою станцією «Південний Кенсінгтон» на лінію Метрополітен. 1872 року компанія «London and North Western Railway» почала експлуатувати гілку, яка проходила від станції «Брод Стріт» до ст. «Меншн Хаус» через станції «Уїллсден Джакшн», «Едісон-роуд» і «Ерлс Корт». 1879 року The District відкрила ще одну лінію від станції «Тонхем Грін» до ст. «Іллінг Бродвей», а у 1880 році продовжила її, побудувавши гілку від ст. «Західний Бромптон» до ст. «Панті Брідж». До 1880 року лінія Метрополітен була продовжена на північний захід до ст. Harrow-on-the-Hill.
До кінця 1880-х мережа лондонського метро була вже досить розвинена, лінія Метрополітен простяглася до станції «Чешем», лінія Дистрикт — до станцій «Хоунслоу», «Уїмблдон» і «Уайтчепел», Східна лінія — до ст. «Нью-Крос». До кінця XIX століття лінія Метрополітен продовжилася вже за межі Лондона: в Ейлсбері, до станцій «Брілл» і «Верній Джанкшн» (наразі закрита), це призвело до виникнення селищ навколо станцій лінії.
|                            |                                                        |                             |                                                                                  |
| Ширококолійний потяг «GWR» | Одна зі станцій лондонського метрополітену у 1900 році | Станція «Темпл» у 1899 році | Одна зі станцій лінії Бейкерлоо через декілька днів після відкриття у 1906 році. |

### Перші тунелі глибокого закладення
Після значних досягнень у використанні прохідницьких щитів при будівництві тунелів стали проєктуватися глибші лінії, на яких передбачалася експлуатація поїздів вже на електротязі. Згодом лінії метрополітену стали будувати глибше під землею. Це вимагало набагато менших руйнувань на поверхні, до того ж цей метод будівництва дешевший, ніж будівництво тунелів траншейним способом, головними недоліками якого були кількамісячна зупинка руху по вулицях, де велися будівельні роботи, і руйнування інфраструктури на поверхні. Наприклад, будівництво Кільцевої лінії спричинило за собою знесення кількох будинків.
Залізнична підземна лінія City and South London (зараз частина Північної лінії) відкрилася у 1890 році між станціями «Стоккуелл» (Stockwell) і закритою у 1900 році «Кінг Вільям Стріт» (King William Street). Ця була перша в світі залізнична лінія глибокого закладення. Також ця лінія була однією з перших, де почали експлуатуватися електричні локомотиви . Реалізація проєкту проходила під керівництвом британського інженера Джеймса Генрі Грейтхеда. До 1900 року лінія була продовжена з обох кінців: до станції «Клепхем Каммен» (Clapham Common) на південь і до ст. «Моргейт Стріт» на північ. Другою лінією глибокого закладення Лондонського метро була Ватерлоо-енд-Сіті, яка відкрилася у 1898 році. Ця лінія була побудована і експлуатувалася компанією London and South Western Railway. 30 липня 1900 року було відкрито Центральна лондонська залізниця (наразі Центральна лінія Лондонського метро), яка теж була побудована за допомогою прохідницького щита, її маршрут проходив від станції «Бенк-енд-Моньюмент» до станції «Шепердс Буш». Будівництво четвертої лінії глибокого закладення — Бейкер-стріт-енд-Ватерлоо (Baker Street and Waterloo Railway) почалося у червні 1898, але у 1904 році роботи були зупинені на 18 місяців у зв'язку з припиненням фінансування.
Прізвисько «труба» Лондонська підземка отримала за особливу циліндричну форму тунелів глибокого закладення. Спочатку трубою називали тільки ці тунелі, але врешті-решт так неформально стали називати всю мережу Лондонського метро.

### Інвестування

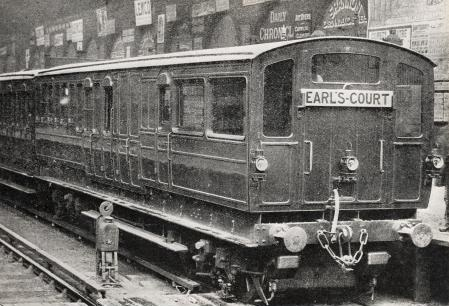
Випробувальний електропоїзд у Лондонському метро (1900)

На початку XX століття різні лінії метрополітену обслуговувалися шістьма незалежними компаніями, це завдавало суттєві незручності пасажирам. Наприклад, щоб просто перейти на іншу лінію, часто доводилося виходити з метро і долати значну відстань по вулицях. З 1899 року спостерігалося зниження пасажиропотоку. Та обставина, що Лондонський метрополітен не був тоді єдиною централізованою транспортною мережею, вимагало зайвих матеріальних витрат. В результаті, більшість компаній-операторів ліній підземки стали потребувати допомоги фінансистів, які могли б інвестувати в розвиток метрополітену, зокрема, у продовження ліній і електрифікацію тих ліній, на яких експлуатувалися паровози.
Найвідомішим з фінансистів Лондонського метро був американський магнат Чарлз Йеркс. Він профінансував будівництво багатьох гілок і ліній. 1900 року Йеркс інвестував в будівництво відкрилася в 1907 році лінії Чарінг-Кросс, Юстон-енд-Хемпстед рейлуей (наразі є частиною Північної лінії). У березні 1901 року він фактично заволодів компанією The District, що дозволило йому в липні того ж року створити компанію Metropolitan District Electric Traction (MDET). Завдяки цьому у вересні Чарлз Йеркс придбав залізничну компанію Great Northern, Piccadilly and Brompton Railway, яка займалася проєктуванням двох залізничних гілок (сьогодні вони є частиною лінії Пікаділлі), їх будівництво було схвалено парламентом, але початок відкладався через брак коштів. Будівництво почалося тільки після того, як Чарлз Йеркс вніс інвестиції до проєкту. 9 квітня 1902 року Йеркс заснував холдингову компанію Underground Electric Railways Company of London (UERL), яка замінила MDET. UERL, крім залізничних компаній, також належали три трамвайні компанії, а пізніше вона перейшла до покупки оператора лондонських автобусів — London General Omnibus. Компанія UERL, в розмовній мові іменована як The Combine, до 1930-х керувала всіма будівельними роботами по розширенню Лондонського метро.

### Хронологія розвитку метрополітену у 1903—1915 роках

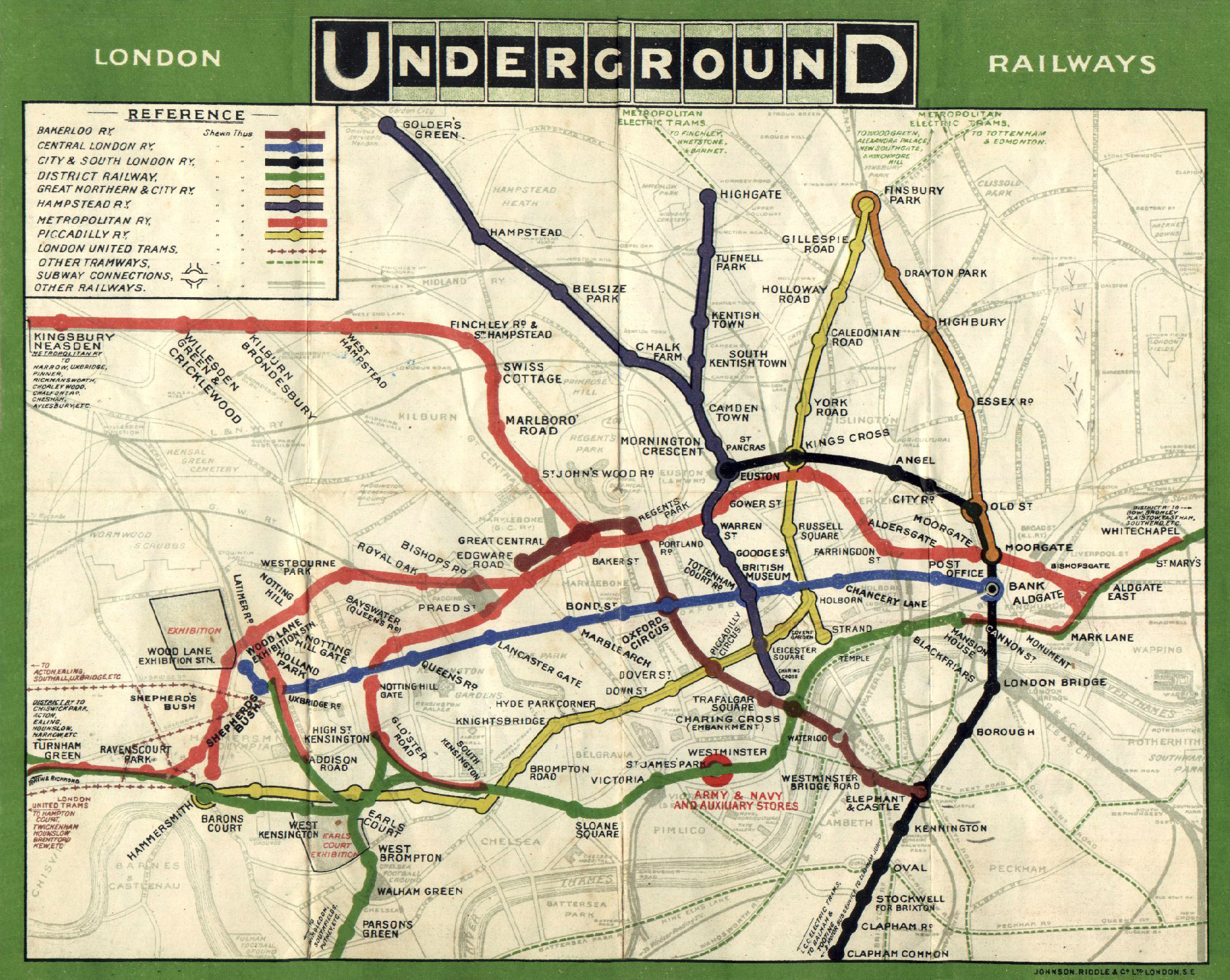
Схема Лондонського метрополітену (1908 рік)

За фінансової підтримки Чарльза Йеркса у 1903 році The District відкрила гілку до станції «Південний Харроу», а у 1904 році «Метрополітен рейлуей» вдалося закінчити гілку від ст. «Рейнерс Лейн» до ст. «Аксбрідж». До кінця 1905 року на лініях Дистрикт і Кільцевій всі потяги стали ходити на електротязі.
Лінія Бейкер-стріт-енд-Ватерлоо відкрилася у 1906 році, а до 1907 року вона продовжилася на північ до ст. «Еджвар-роуд» і на південь до ст. «Еліфант & Кастл», незабаром лінія стала називатися Бейкерлоо. Лінія Great Northern, Piccadilly and Brompton теж була відкрита у 1906 році, вона зв'язала станції «Фінсбері-парк» і «Хаммерсміт». У складі цієї лінії побудований тунель завглибшки 61 метр — сьогодні це одна з найглибших точок лондонського метро. 1907 року відкрилася лінія Чарінг-Кросс від ст. «Чарінг-Кросс» до ст. «Камден» з двома гілками, одна з яких до ст. «Голдерс-Грін» (Golders Green), а інша до ст. Хайгейт (зараз «Атчуей»).
У 1904 році без участі The Combine відкрилася гілка Нортерн Сіті Лайн, між ст. «Фінсбері-парк» і «Мургейт». Ця була єдина лінія глибокого закладення, тунелі якої були достатнього діаметра, щоб забезпечити прохід рухомого складу більшого габариту, який експлуатується на лініях мілкого закладення. Спочатку передбачалося, що лінія буде пов'язувати залізницю Грейт-Нортерн лайн (Лондон — Йорк) з Сіті . Проте через припинення фінансування вона залишалася ізольованою від мережі Лондонського метро до 1970-х. 1907 року на захід до ст. «Юстон» була продовжена лінія City and South London Railway.

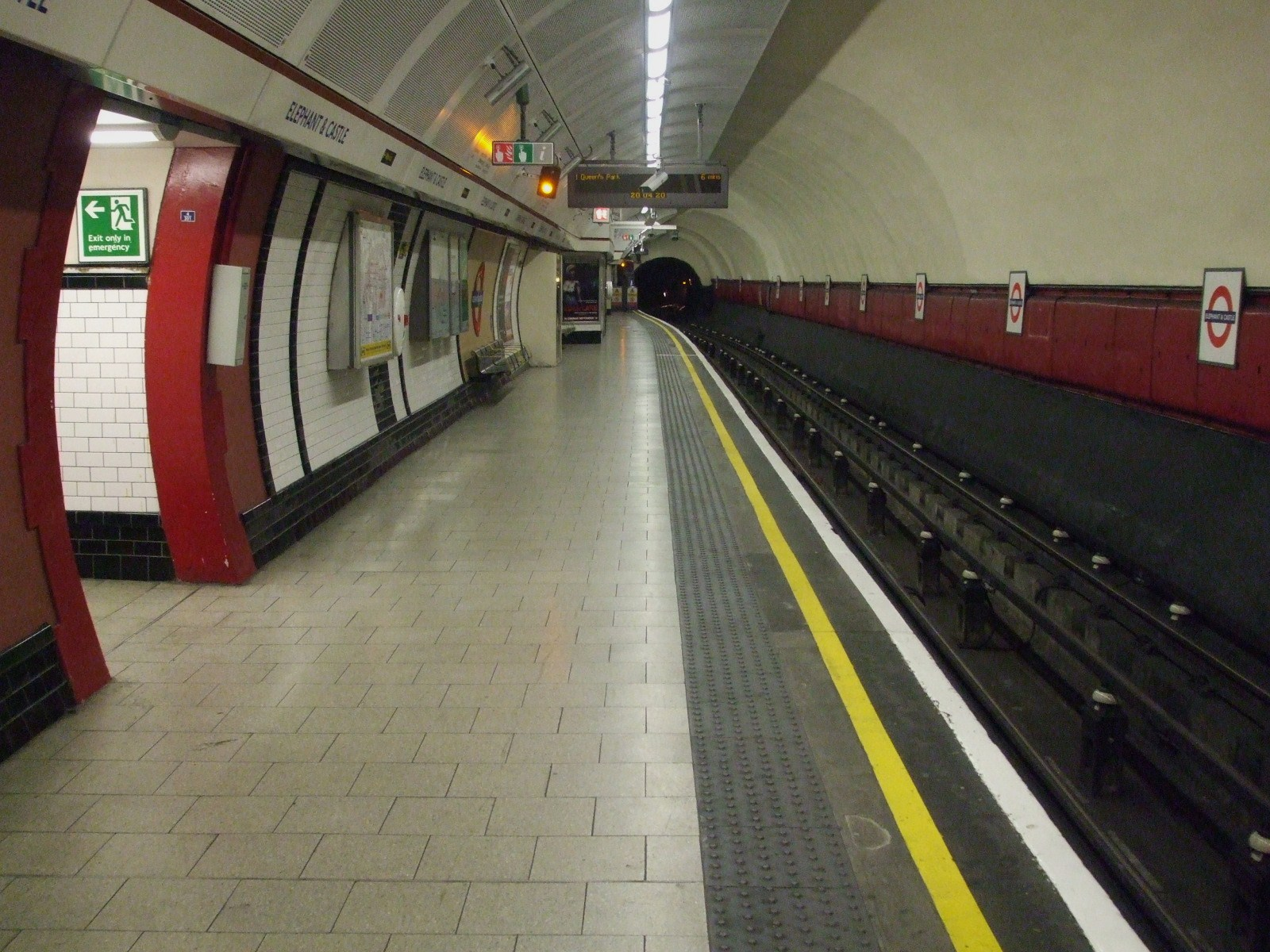
Станція «Еліфант & Кастл» на середину 2010-х

У 1905 році компанії «Метрополітен рейлуей» й The District розпочали електрифікувати свої лінії. На Кільцевій лінії (до 1949 року частина ліній Метрополітен і Дистрикт, що утворюють кільце) вони домовилися використовувати систему постійного струму низької напруги. На початку 1905 була електрифікована ділянка до станції «Аксбрідж», а 1 листопада 1906 — до ст. «Парк Уемблі», звідки потяги переймали паровози. Цей перехідний пункт 19 липня 1908 року було перенесено на станцію Harrow-on-the-Hill. Гілка Хаммерсміт-енд-Сіті була електрифікована 5 листопада 1906 року. Східна лондонська залізниця була електрифікована пізніше — 31 березня 1913 року, у цьому ж році вона була продовжена до станцій «Уайтчепел» і «Шордич».
На початок 1908 року з метою збільшення пасажиропотоку оператори ліній підземної залізниці домовилися працювати спільно. Компанії стали видавати колективну рекламу і випускати єдину схему підземки, на якій відзначалися всі лінії метрополітену (станом на 1908 рік: Метрополітен, Дистрикт, Бейкерлоо, Чарінг-Кросс (Хампстед), Пікаділлі, Центральна лондонська залізниця, Південна лондонська залізниця (City & South London Railway) і гілка Нортерн Сіті Лайн). Інші залізничні лінії, що існували на той момент теж позначалися на схемі, але вони не виділялися кольором (на умовних позначеннях схеми метро 1908 року це лінії відзначені як «інші лінії»), до них відносилися Ватерлоо-енд-Сіті і частина сучасної Східної лінії. 1908 року всі лінії були об'єднані під одним брендом — «U NDERGROUN D», незабаром був придуманий і логотип лондонського метро . У цей же період на станціях було введено в експлуатацію електричні квитково-касові апарати.
Тим часом 1 січня 1913 року UREL приєднала дві самостійні підземні лінії: Південну залізницю і Центральну. Тільки «Метрополітен рейлуей» відкидала всі пропозиції по інтеграції з UREL, бо компанія зберігала свої амбіції стати провідним залізничним оператором у метрополітені. 1913 року «Метрополітен рейлуей» викупила гілку Нортерн Сіті Лайн, підтвердивши тим самим свій авторитет і небажання втрачати самостійність.
У 1915 році лінія Бейкерлоо продовжилася до ст. «Куїн'с Парк», а у 1917 році, за маршрутом Лондонської північно-західної залізниці лінія продовжилася до Уотфорда, який розташований у 29 км від центру Лондона. Будівництво однієї з гілок Центральної лінії до ст. «Іллінг-Бродвей» було відкладено до 1920 року через початок Першої світової війни.

### Об'єднання

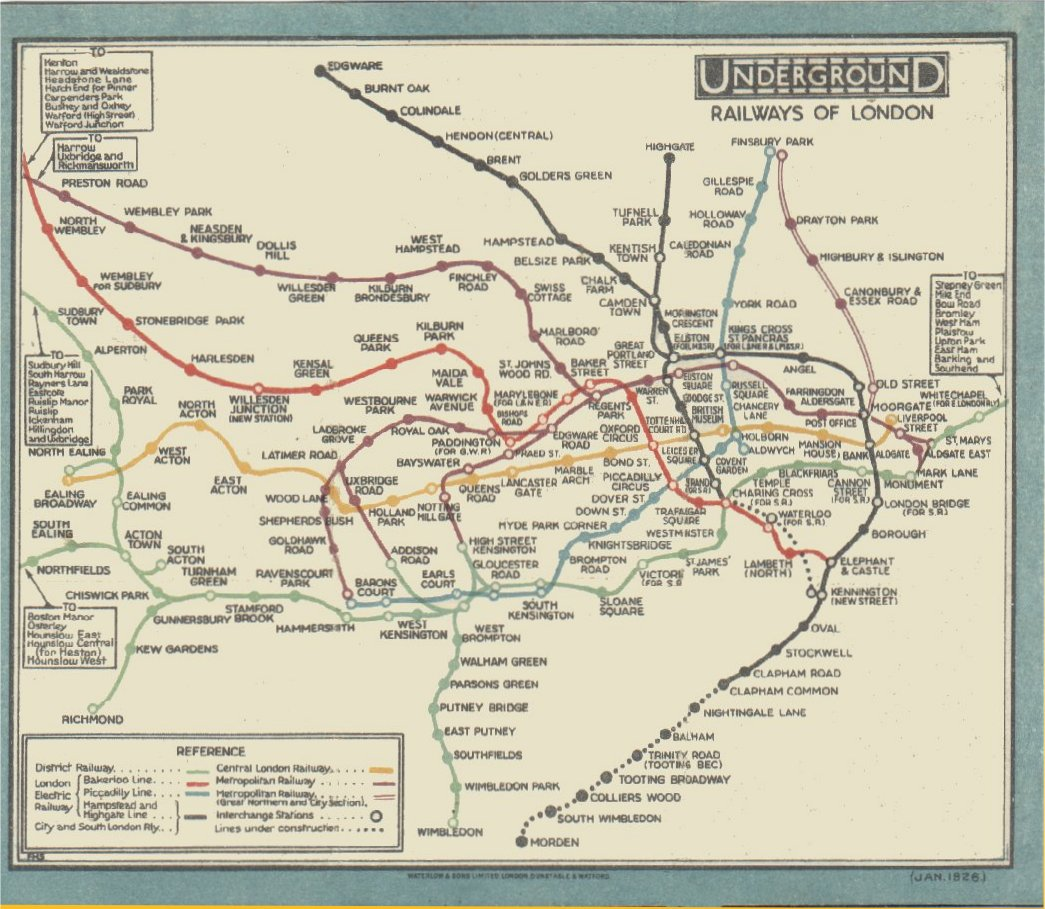
Схема Лондонського метрополітену (1926 р)

Важливою подією 1920-х років в історії Лондонського метрополітену заведено вважати злиття лінії Чарінг-Кросс і Південної лондонської залізниці і їх продовження до формування Північної лінії. Об'єднання вимагало тимчасового закриття ліній протягом 2 років у 1922—1924 роках. 1924 року була побудована нова гілка, що з'єднала станції «Голдерс Грін» і «Еджвар», а у 1926 році південна ділянка був продовжений від ст. «Клепхн Каммн» до ст. «Морді». На цій новій ділянці станції були спроєктовані британським архітектором Чарлзом Холденом. Під керівництвом Холдена у 1920—1930 роках були побудовані багато інших станції лондонського метро. Він також брав участь у роботі з модернізації станцій, формуванню єдиного впізнаваного стилю підземки.
У 1925 році «Метрополітен рейлуей» відкрила ділянку до станції «Уотфорд». У цьому ж році було електрифіковано ділянку до ст. «Рікменсворс». 1932 року відкрилася гілка до ст. «Стенмор» — це був останній проєкт компанії «Метрополітен рейлуей» .
До 1933 року лінія Пікаділлі була продовжена від ст. «Фінсбері Парк» до ст. «Кокфостерс». Планувалося також будівництво станції на перегоні між «Менор Хаус» і «Тонпайк Лейн» у північній частині Лондона, але цей проєкт був зупинений Френком Піком, який обіймав посаду керівника Лондонського метрополітену. Пік вважав, що на той момент автобусного і трамвайного руху було досить. У січні 1933 року UERL запустила пілотний проєкт нового дизайну схем ліній, який був розроблений англійським кресляром Гаррі Беком. Перші видані схеми мали маленький формат і були розраховувані на носіння у кишені. Вони мали негайний успіх, а вдосконалений варіант використовують й наразі.

### London Transport

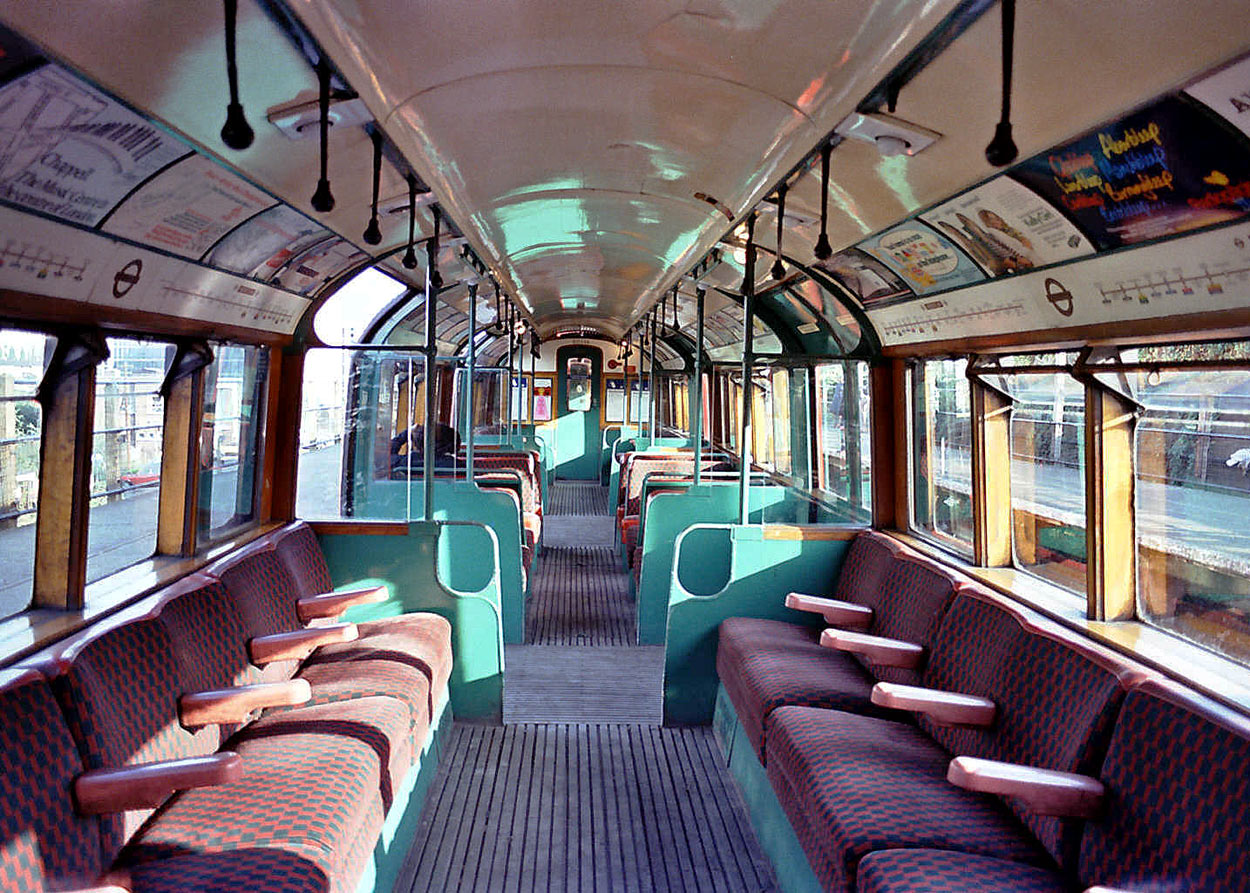
Салон вагону серії 1938 введеного в експлуатацію у рамках New Works Programme

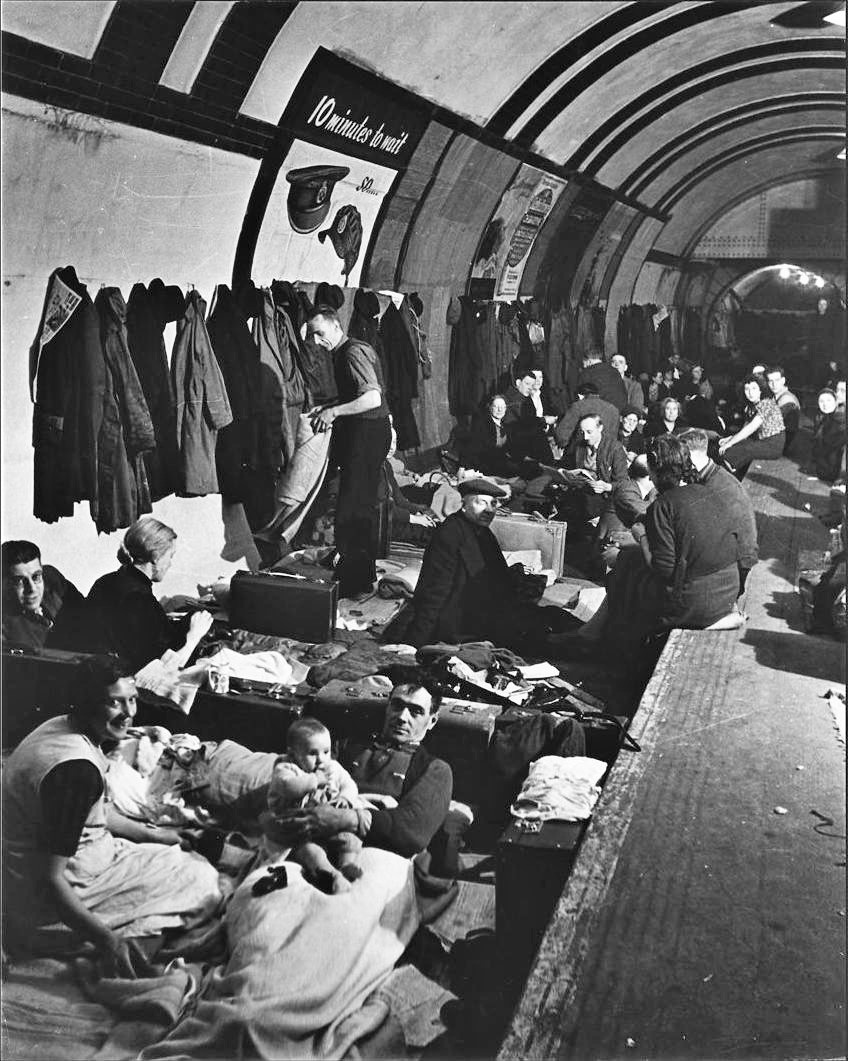
Лондонський метрополітен під час ІІ світової війни

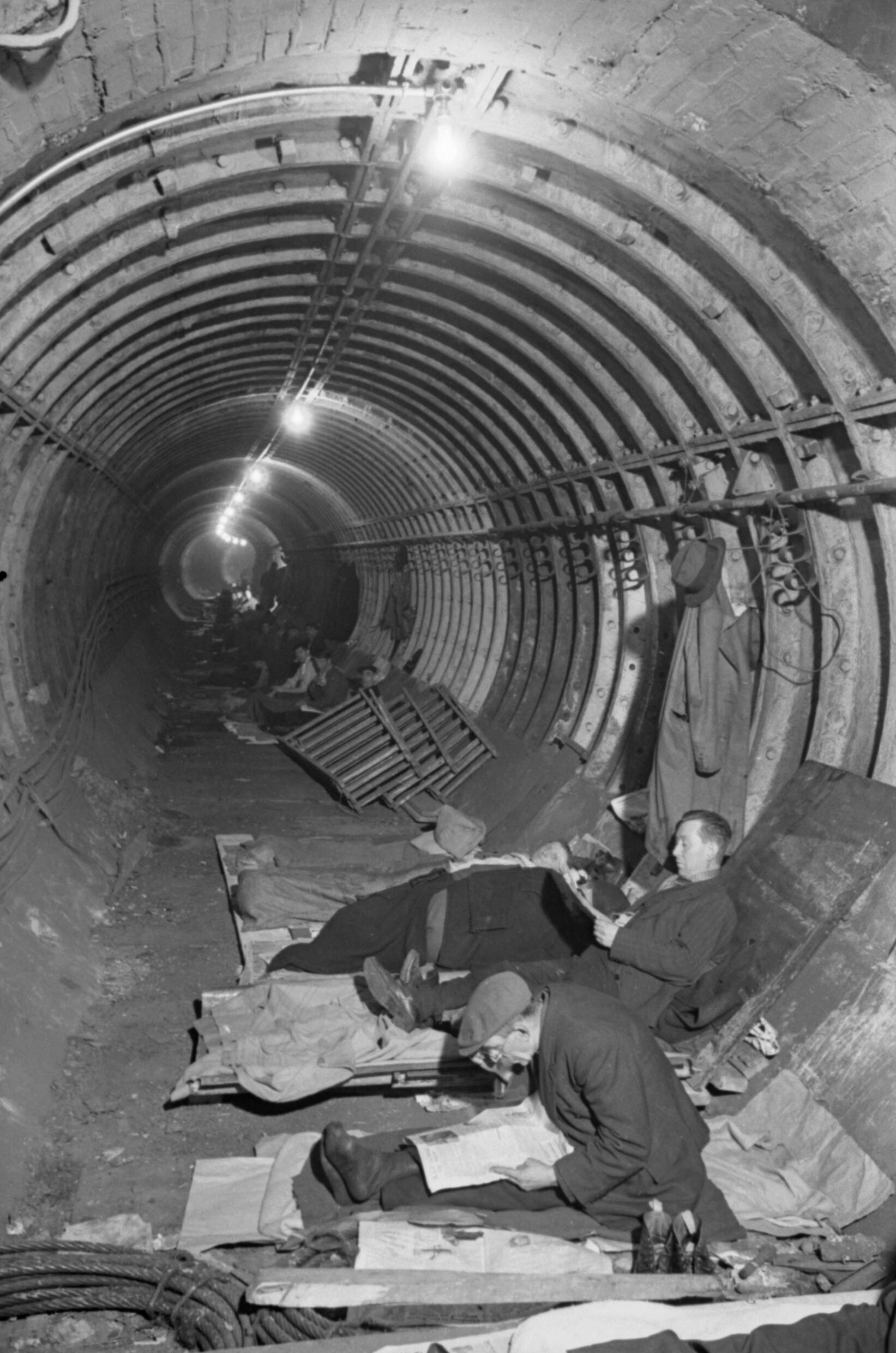
Лондонський метрополітен під час ІІ світової війни

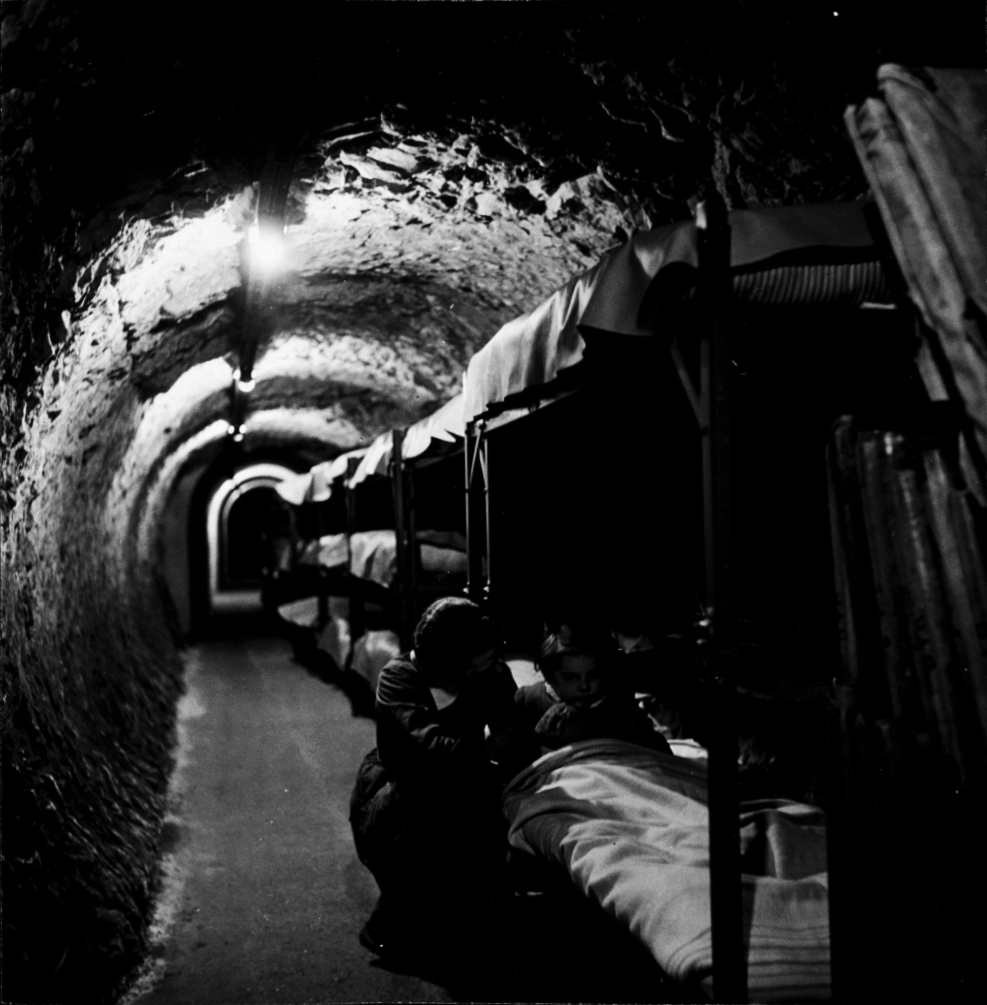
Лондонський метрополітен під час ІІ світової війни

У 1933 році The Combine, «Метрополітен рейлуей» і всі інші муніципальні і незалежні транспортні компанії Лондона на вимогу влади увійшли до складу Департаменту лондонського пасажирського транспорту (LPTB) — незалежну і несубсидовану державну корпорацію, яка була утворена 1 липня 1933 року. Нова організація відповідала за громадський транспорт у Лондоні. Незабаром LPTB скорочено стала називатися London Transport (LT).
Після створення London Transport почався процес інтеграції всіх підземних залізниць Лондона в одну єдину мережу. Були змінені назви складаючих її елементів: найменування «залізниця» (англ. Railway) замінили на «лінії» (англ. Lines). На першій схемі єдиної централізованої системи ліній лондонського метро зображувалося 7 ліній: Дистрикт, Бейкерлоо, Пікадиллі, Північна, Східна, Центральна і Метрополітен. Лінія Ватерлоо-енд-Сіті на той момент ще не входила до складу LT, але попри це вона позначалася на схемі мережі ліній, хоча виділялася не суцільним кольором, а пунктиром. 1935 року LT приступила до реалізації проєкту New Works Programme, який передбачав продовження і реконструкцію ліній, це була основна інвестиційна програма Департаменту лондонського пасажирського транспорту. Вона передбачала продовження деяких ліній і завершення електрифікації всієї мережі. Протягом 1930-40-х років декілька ділянок ліній були перебудовані і стали проходити над землею.
LT прагнула ліквідувати ті ділянки, що приносили фінансові збитки. 1936 року Департамент припинив експлуатацію ділянок лінії Метрополітен до станцій «Брілл» і «Верній Джакшн», розташовані в однойменних селищах на північ-захід від Лондона. Таким чином, кінцевою станцією на лінії Метрополітен стала «Ейлсбері».
Подальшому розвитку метрополітену перешкодила Друга світова війна. З вересня 1940 року Лондон зазнав бомбардування німецькою авіацією (див. Лондонський бліц), через це багато підземних станцій стали використовувати як бомбосховища під час авіанальотів. Метрополітен став притулком для 175 тисяч осіб. Через нього 200 тисяч дітей були евакуйовані за межі міста. Спочатку влада перешкоджала тому, щоб люди ночували в метро, але потім встановили 22 000 ліжок, вбиральні та їдальні. Через деякий час були виділені окремі станції, в яких розташовувалися бібліотеки і класи вечірньої школи. 1943 року 173 особи загинули в масовій тисняві на станції «Бетнал Грін». Події розгорталися ввечері 3 березня, коли за сигналом повітряної тривоги сотні людей кинулися на станцію по неосвітлених сходах, двоє людей — жінка і дитина впали на третій сходинці, внаслідок чого утворився великий завал. За весь час війни від прямого попадання снарядів було зруйновано шість підземних станцій. У період війни на закритій у 1934 році станції «Бромптон Роуд» розташовувалася центральна апаратна британської ППО , на перегоні між станціями «Ньюбері-парк» і «Лейтонстон» було організовано виробництво запчастин для літаків. До кінця війни закрита у 1932 році станцію «Даун-стріт» почали використовувати як резервне місцезнаходження Вінстона Черчилля і його Кабінету.
Після війни розвиток метрополітену продовжився, зокрема, LT планувала завершити продовження Центральної лінії. Продовження лінії на захід до ст. «Уест Раїсліп» було завершено у 1948 році, а на схід до ст. «Еппінг» — у 1949 році. 1957 року LT електрифікувало одноколійну гілку між станціями «Еппінг» і «Онджер».

### Націоналізація

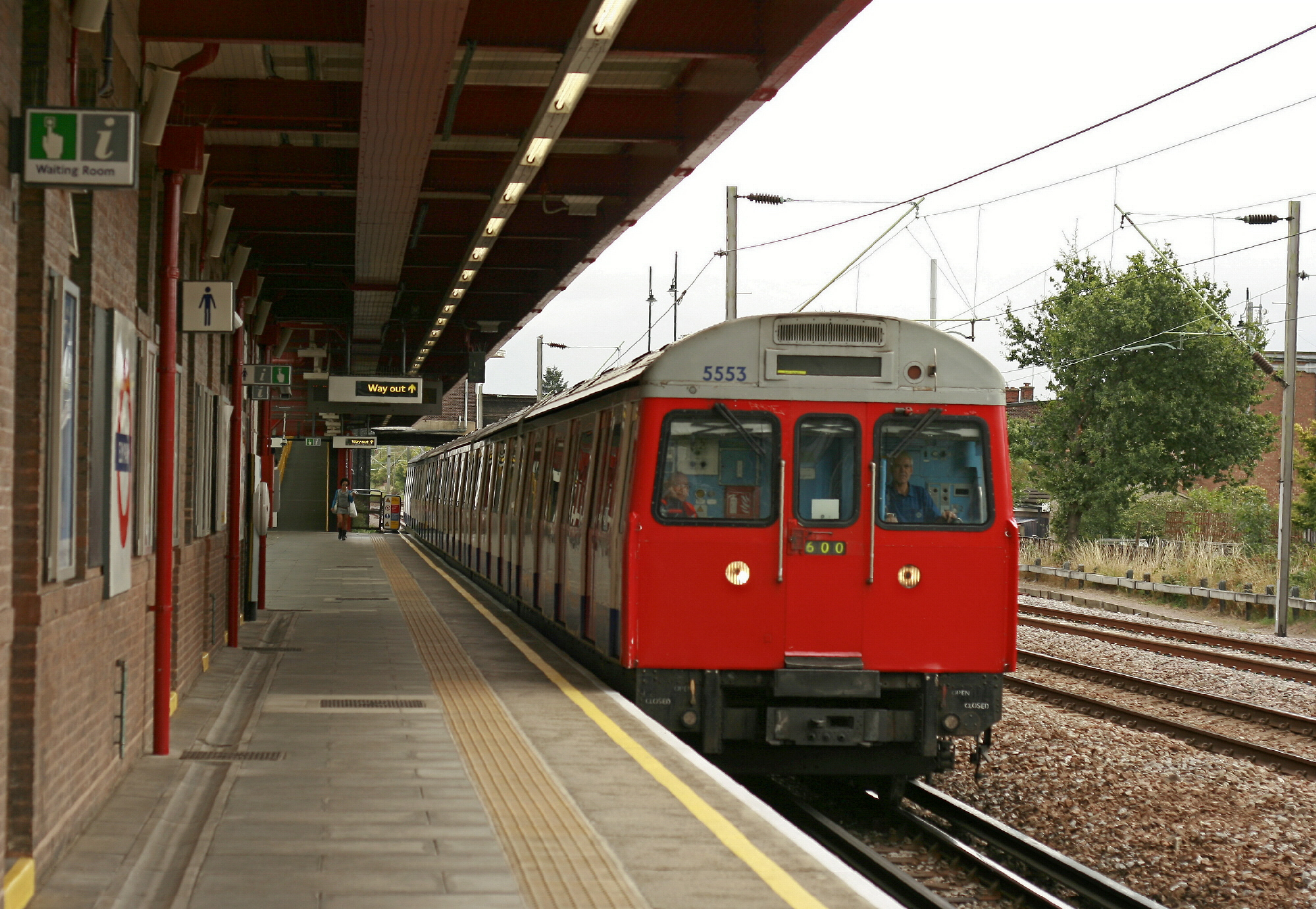
Потяг серії С, який заміняв паровози. Експлуатується й на початку ХХІ сторіччя

1 січня 1948 року Департамент лондонського пасажирського транспорту разом з чотирма залізничними компаніями був націоналізований лейбористським урядом на чолі з прем'єр-міністром Клементом Еттлі. В цьому ж році LT змінило Управління лондонським транспортом (англ. London Transport Executive). Виконання проєктів Департаменту по програмі «New Works Programme, 1935—1940» було відкладено. Проте Британська транспортна комісія (державний орган, відповідальний за транспорт) доручила завершити електрифікацію мережі лондонського метро, прагнучи тим самим замінити паровози там, де вони ще експлуатувалися. Цей етап програми було повністю завершено у 1960 році, коли цілком була електрифікована лінія Метрополітен. Експлуатація паровозів у підземці як локомотива пасажирських потягів припинилася 9 вересня 1961 року. На маневрових роботах паровози використовували аж до початку 1970-х. Останній паровоз у лондонському метрополітені було виведено з експлуатації у 1971 році. 1963 року Управління лондонським транспортом змінив Департамент лондонського транспорту, від LT він відрізнявся лише тим, що знаходився в безпосередньому підпорядкуванні Міністерства транспорту Великої Британії.

### Контроль Ради Великого Лондона
З 1 січня 1970 року функції Департаменту лондонського транспорту стала виконувати Рада Великого Лондона за допомогою створеної нею організації «Управління лондонським транспортом» (англ. London Transport Executive). У цей час Лондонський метрополітен відчував брак кадрів і брак коштів, викликану недофінансуванням. З 1981 року лейбористи у Раді Великого Лондона почали програму Fares Fair, яка передбачала зниження вартості квитків за рахунок підвищення місцевого податку на власність. Ця кампанія з самого початку була успішною, і популярність лондонської підземки значно зросла. Це рішення, проте, було оскаржене Радою лондонського боро Бромлі, який теж зазнав підвищення податків, але при цьому не обслуговувався Лондонським метрополітеном. Законодавча Рада лордів, виходячи з постанови Британського Парламенту (Transport (London) Act 1969), постановила, що така політика була незаконна. За рішенням суду програма Fares Fair була скасована, це призвело до того, що у 1982 році ціни на квитки виросли у двічі, внаслідок чого знизився пасажиропотік. Скандал що виник підштовхнув консервативний уряд на чолі з прем'єр-міністром Маргарет Тетчер відокремити у 1984 році London Transport від Ради Великого Лондона. Це стало однією з причин ліквідації Ради Великого Лондона урядом у 1986 році.
Вранці 28 лютого 1975 року на станції «Мургейт» сталася аварія потягу, в результаті якого 43 людей загинули, 74 постраждали. З не з'ясованих досі обставин склад не зміг загальмувати і на великій швидкості збив тупикову призму і врізався в стіну.

### Лондонський регіональний транспорт
Після того як у 1984 році консервативний уряд Великої Британії відокремив Лондонський транспорт від Ради Великого Лондона, новим власником LT стала організація Лондонський регіональний транспорт (англ. London Regional Transport), яка відповідала за громадський транспорт Великого Лондона. Уряд планував модернізувати підземку, але разом з тим за рахунок платників податків урізати субсидування. В рамках цього проєкту 1 квітня 1985 року було створено дочірня компанія Лондонського регіонального транспорту — London Underground Limited, яка стала безпосередньо управляти лондонським метрополітеном.
У 1987 році Олівер Грін, який займав тоді посаду керівника Лондонського музею громадського транспорту, писав:
|  | У своєму першому річному звіті London Underground Ltd оголосила, що дедалі більше пасажирів користуються метрополітеном. У 1985—1986 рр. Лондонський метрополітен перевозив по 762 мільйони пасажирів на рік, що набагато більше за попередній рекорд - 720 мільйонів за 1948 рік. Поряд з цим були значно скорочені витрати завдяки новій системі капітального ремонту рухомого складу та запровадження системи управління поїздів поодинці [без помічника машиніста і кондуктора]. Добре налагоджені роботи з модернізації квиткових кас на станціях, вони мають бути завершені до введення нової квиткової системи (Underground Ticketing System). Наприкінці 1986 року почалися випробування нового покоління рухомих потягскладів. 1988 року лондонський метрополітен відзначає ювілей: 125 років, і його майбутнє здається обнадійливим |

У 1994 році з приватизацією Британських залізниць Лондонський регіональний транспорт заволодів лінією Ватерлоо-енд-сіті, включивши її до складу Лондонського метрополітену. У цьому ж році закрилися малодіяльні гілки Еппінг Онджар на Центральній лінії і Олдвіч на лінії Пікаділлі після того, як було вирішено, що їх робота і необхідне технічне обслуговування не будуть економічно ефективні.

### Пожежа на станції «Кінгс-Крос Сент-Панкрасс»

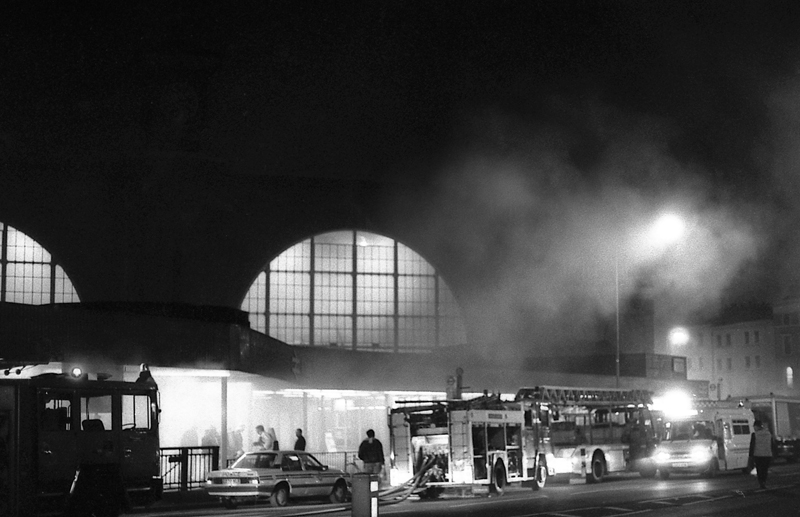
Перші пожежні машини на ст. «Кінгс-Крос Сент-Панкрасс» 18 листопада 1987 року

18 листопада 1987 року о 19:30 на найбільшому транспортному вузлі Лондонського метрополітену — станції «Кінгс-Крос Сент-Панкрасс» спалахнула сильна пожежа, в результаті якої загинула 31 людина. Пожежа почалася в ескалаторному тунелі, потім поширилася на вестибюль і касовий зал.
Ескалатор, на якому почалася пожежа, був побудований ще за старими стандартами. Боковини і сходинки були частково зроблені з дерева, через що вся конструкція горіла легше і швидше. Попри те, що куріння на підземних ділянках метрополітену було заборонено, найімовірніше причиною пожежі став кинутий одним з пасажирів палаючий сірник. Механізм ескалатора був покритий шаром мастила і сміття. О 19:30 на одній із сходинок ескалатора було помічено невелике полум'я, ескалатор був негайно зупинений, а всі пасажири з нього евакуйовані. О 19:43 на станцію прибули перші пожежні розрахунки. На час прибуття вогнеборців полум'я на ескалаторі стало розміром з невелике багаття, але несподівано через деякий час лютий потік вогню увірвався в касовий зал, який був повний людей. Для встановлення причин пожежі і настільки швидкого його поширення Урядом була створена комісія з розслідування подій.
Після цієї трагічної події всі дерев'яні ескалатори в Лондонському метрополітені були замінені на металеві, набагато суворіше стало контролюватися дотримання заборони на куріння у метрополітені.

### Державно-приватне партнерство
У 2000 році корпорація Transport for London (TfL) замінила Лондонський регіональний транспорт. У січні 2003 року метрополітен почав працювати у державно-приватному партнерстві, на підставі чого інфраструктура і рухомий склад обслуговувався двома приватними компаніями: Metronet і Tube Lines, згідно з 30-річним контрактом. Разом з тим, London Underground Limited залишилася належати державі і перебувала під управлінням Transport for London.
Прихильники цих нововведень стверджували, що приватний сектор дозволить усунути неефективність підприємства державного сектора економіки, а також візьме на себе ризики, пов'язані з управлінням і експлуатацією мережі підземки. Противники, в свою чергу, заявляли, що це призведе до зменшення інвестування. Цей проєкт був поставлений під загрозу, коли 18 липня 2007 року компанія Metronet, що відповідає за дві третини мережі лондонського метрополітену, опинилася на межі банкрутства. Аргументів за державно-приватне партнерство через рік стало ще менше, коли виявилося, що крах компанії Metronet обійшовся британському уряду у 2 мільярди фунтів стерлінгів. П'ять приватних компаній, які входили в концерн Metronet, мали заплатити 70 млн фунтів стерлінгів кожна для погашення боргів, накопичених консорціумом. Але відповідно до угоди, досягнутої з урядом у 2003 році, компанії були звільнені від подальшої відповідальності. Тому оплачувати решту довелося британським платникам податків.
Після краху компанії Metronet її обов'язки взяла на себе Transport for London. Уряд зробив скоординовані зусилля у пошуку іншої приватної фірми, але ніхто не пропонував свої послуги, після чого міністерство транспорту Великої Британії погодилося дозволити TfL продовжити роботу в тій сфері діяльності, за яку раніше відповідала компанія Metronet.
Лінію Джубилі, Пікаділлі і Північну обслуговувала інша приватна компанія — Tube Lines. Наприкінці 2009 року Tube Lines зіткнулася з нестачею коштів і запросила фінансову допомогу у TfL у розмірі 1,75 млрд фунтів для того, щоб покрити свій дефіцит. Transport for London відмовила і направила цю справу до третейського суду. 7 травня 2010 року було оголошено, що корпорація Transport for London згодна купити акції компанії за 310 млн фунтів. З цього моменту державно-приватне партнерство в Лондонському метрополітені припинило своє існування, оскільки всією мережею тепер одноосібно управляє Transport for London.
Національне фінансово-ревізійне управління Великої Британії у 2004 році у доповіді про державно-приватне партнерство заявило, що міністерство транспорту Великої Британії, Лондонський регіональний транспорт і London Underground Ltd витратили 180 млн фунтів на структуризацію, ведення переговорів та реалізацію державно-приватного партнерства.

### Transport for London

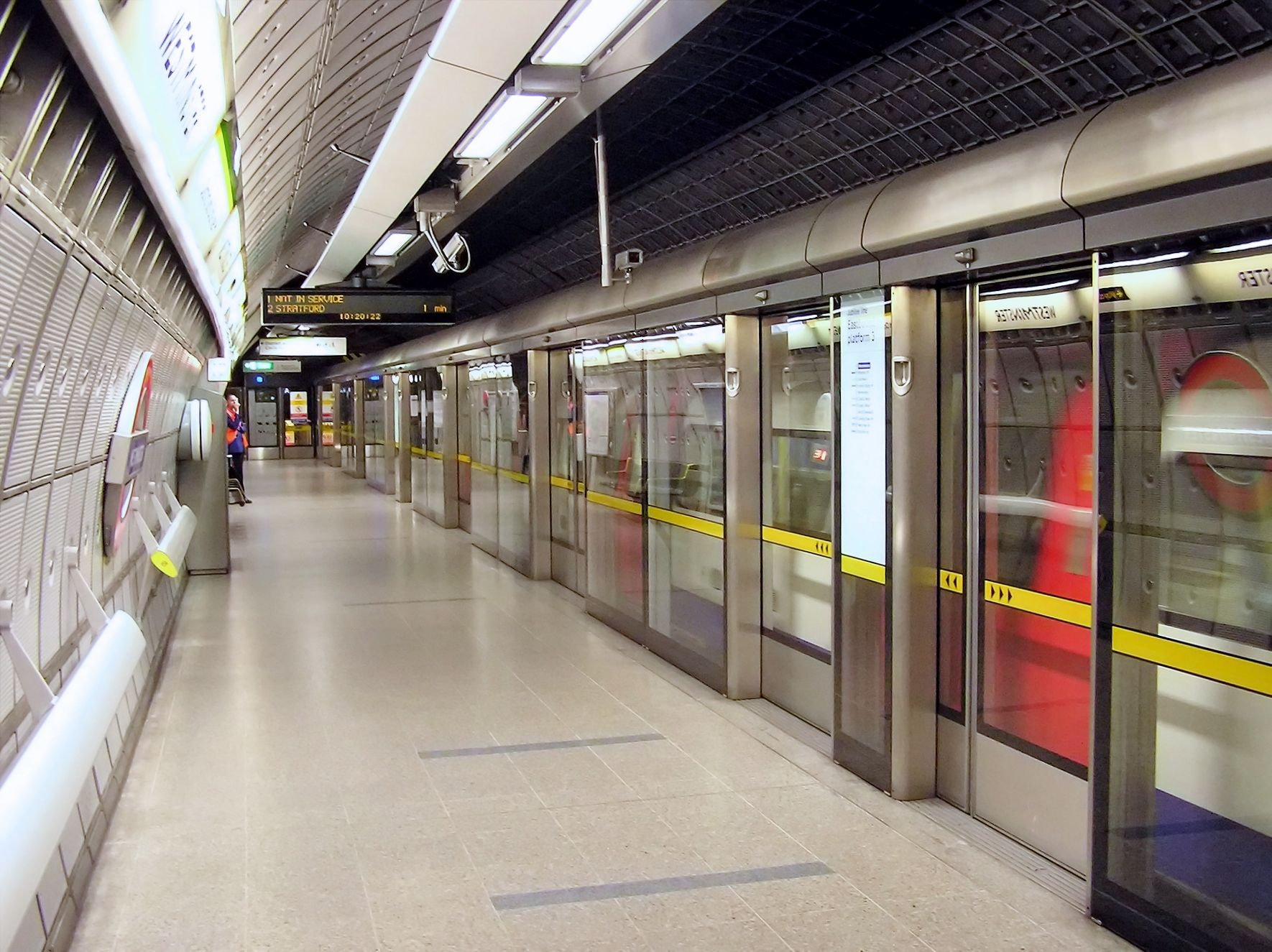
Сучасна станція лондонського метрополітену — горизонтальний ліфт

Корпорація Transport for London була створена у 2000 році як об'єднана організація, що відповідає за весь транспорт у Лондоні. Вона змінила «Лондонський регіональний транспорт», а у липні 2003 року стала власником London Underground Limited.
TfL входить до складу адміністрації Великого Лондона і є корпорацією, заснованою спеціальним законом, що підпорядковується муніципальному фінансовому законодавству. TfL має три дочірні компанії: London Transport Insurance (Guernsey) Ltd., TfL Pension Fund Trustee Co. Ltd. і Transport Trading Ltd (TTL). TTL, в свою чергу, має шість дочірніх компаній, однією з яких і є London Underground Limited.
Колегіальний склад Transport for London призначається мером Лондона. Мер також визначає розмір вартості проїзду на громадському транспорті Лондона. Головою корпорації є спеціальний уповноважений. На середину 2010-х цю посаду займає Пітер Генді (англ. Peter Hendy).
Мер відповідає за розробку єдиної стратегії розвитку лондонського транспорту, також він визначає розмір бюджету TfL. У свою чергу, адміністрація Великого Лондона вивчає і затверджує бюджет, представлений мером. 2000 року була створена організація London TravelWatch, яка приймає і розглядає скарги пасажирів на роботу лондонського громадського транспорту.
Вранці 7 липня 2005 року у лондонському метрополітені сталася серія терористичних актів. В період з 8:50 до 8:53 в трьох потягах, що рухаються по перегонам, прогриміли вибухи. В цілому в результаті теракту в лондонському метро загинули 39 людей.

## Інфраструктура

### Станції та лінії

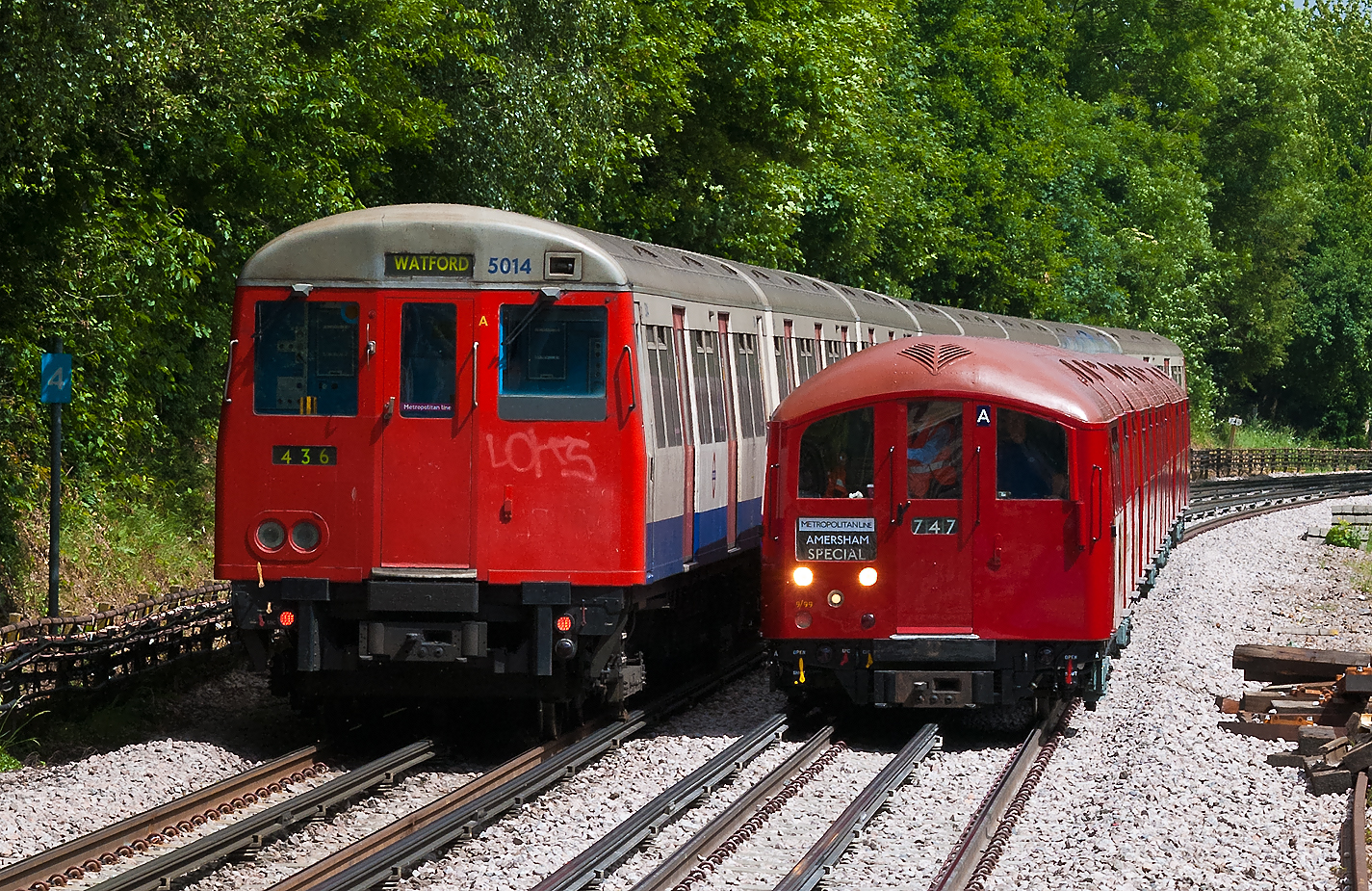
Потяг серії А (ліворуч), що експлуатувався на лініях мілкого закладення у 1961—2012 роках. Праворуч потяг серії 1938, що експлуатувався на лініях глибокого закладення у 1938—1988 роках

Лондонський метрополітен налічує 270 станцій. Чотирнадцять станцій знаходяться за межами Великого Лондона, п'ять з них («Амершам», «Челфонт-енд-Летімер», «Чешем» і «Чорлівуд» на лінії Метрополітен і ст. «Еппінг» на Центральній лінії) за шосе М 25 (Лондонська кільцева автомобільна дорога) на території графств Ессекс, Бакінгемшир і Хартфордшир. З 32 міських районів Лондона, шість (Бекслі, Бромлі, Кройдон, Кінгстон, Луїшем і Саттон) не обслуговуються лондонським метрополітеном. Практично позбавлений станцій метро і район Хакні (на кордоні з іншими районами розташовані тільки дві станції: «Олд-Стріт» і «Менор Хауз»).
Мережа лондонського метрополітену складається з 11 ліній, з яких 4 мілкого закладення (Дистрикт, Хаммерсміт-енд-Сіті, Кільцева, Метрополітен) і 7 глибокого закладення (Бейкерлоо, Ювілейна, Вікторія, Пікадиллі, Ватерлоо-енд-Сіті, Центральна, Північна). Раніше Лондонський метрополітен налічував 12 ліній, але у 2007 році Східна лінія була закрита на реконструкцію, після якої відкрилася лише у 2010 році в складі вже Лондонській надземки (London Overground). 220 км колій (55 % від сумарної довжини ліній) проходить по поверхні. 32 км були побудовані відкритим способом. Тунелі, побудовані таким чином, залягають на глибині близько 5 м. Решта 150 км (лінії глибокого закладення) були прокладені під землею за допомогою прохідницького щита. Середня глибина їх закладення становить 20 м.
На лініях глибокого закладення для кожної колії передбачено окремий тунель. Площі поперечного перерізу глибинних тунелів розрізняються. Найвужчі з них мають в діаметрі всього 3,56 м; відповідно, габарити рухомого складу також значно менше, ніж на лініях мілкого закладення. Багато станції глибокого закладення розташовуються вище тунелів, така конфігурація дозволяє економити енергію, бо поїзди рухаються під гору під час прискорення і в гору під час гальмування. Найчастіше лінії обох типів за межами центру міста виходять на поверхню. Рух на лініях мілкого закладення організовано так само, як у Нью-Йоркському метрополітені, де одними коліями прямують потяги різних ліній.

Лінії лондонського метрополітену, накладені на мапу Лондона

| Назва                                             | Колір на схемі  | Рік відкриття | Тип                  | Довжина | Станцій |
| ------------------------------------------------- | --------------- | ------------- | -------------------- | ------- | ------- |
| Лінія Бейкерлу Bakerloo Line                      | коричнева       | 1906          | Глибокого закладення | 23 км   | 25      |
| Центральна лінія Central Line                     | червона         | 1900          | Глибокого закладення | 74 км   | 49      |
| Кільцева лінія Circle Line                        | жовта           | 1884          | Мілкого закладення   | 27 км   | 36      |
| Лінія Дистрикт District Line                      | зелена          | 1868          | Мілкого закладення   | 64 км   | 60      |
| Лінія Хаммерсміт-енд-Сіті Hammersmith & City Line | рожева          | 1863          | Мілкого закладення   | 26 км   | 29      |
| Лінія Джубилі Jubilee Line                        | сіра            | 1979          | Глибокого закладення | 36 км   | 27      |
| Лінія Метрополітен Metropolitan Line              | фіолетова       | 1863          | Мілкого закладення   | 67 км   | 34      |
| Північна лінія Northern Line                      | чорна           | 1890          | Глибокого закладення | 58 км   | 50      |
| Лінія Пікадиллі Piccadilly Line                   | темно-синя      | 1906          | Глибокого закладення | 71 км   | 53      |
| Лінія Вікторія Victoria Line                      | блакитна        | 1969          | Глибокого закладення | 21 км   | 16      |
| Лінія Ватерлоо-енд-Сіті Waterloo & City Line      | зелено-блакитна | 1898          | Глибокого закладення | 2,5 км  | 2       |

### Рухомий склад та електрифікація

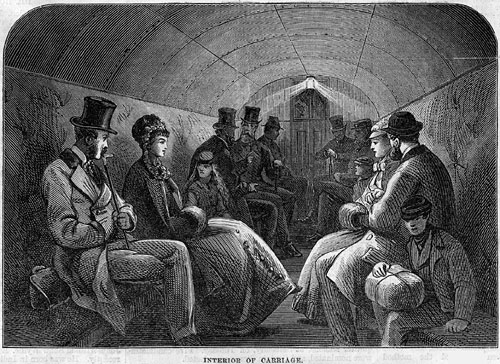
Інтер'єр вагону лондонського метро XIX століття

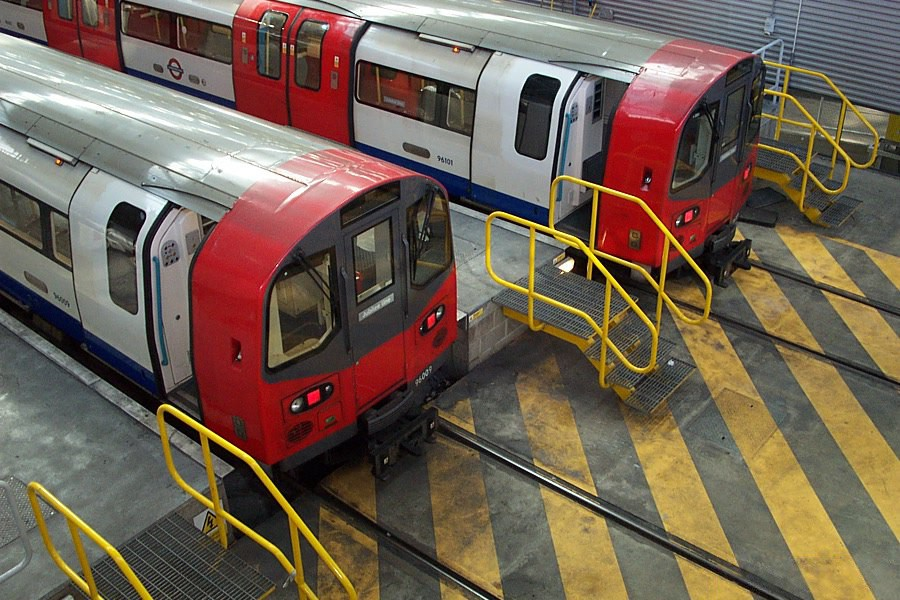
Потяги серії 1996 року у депо

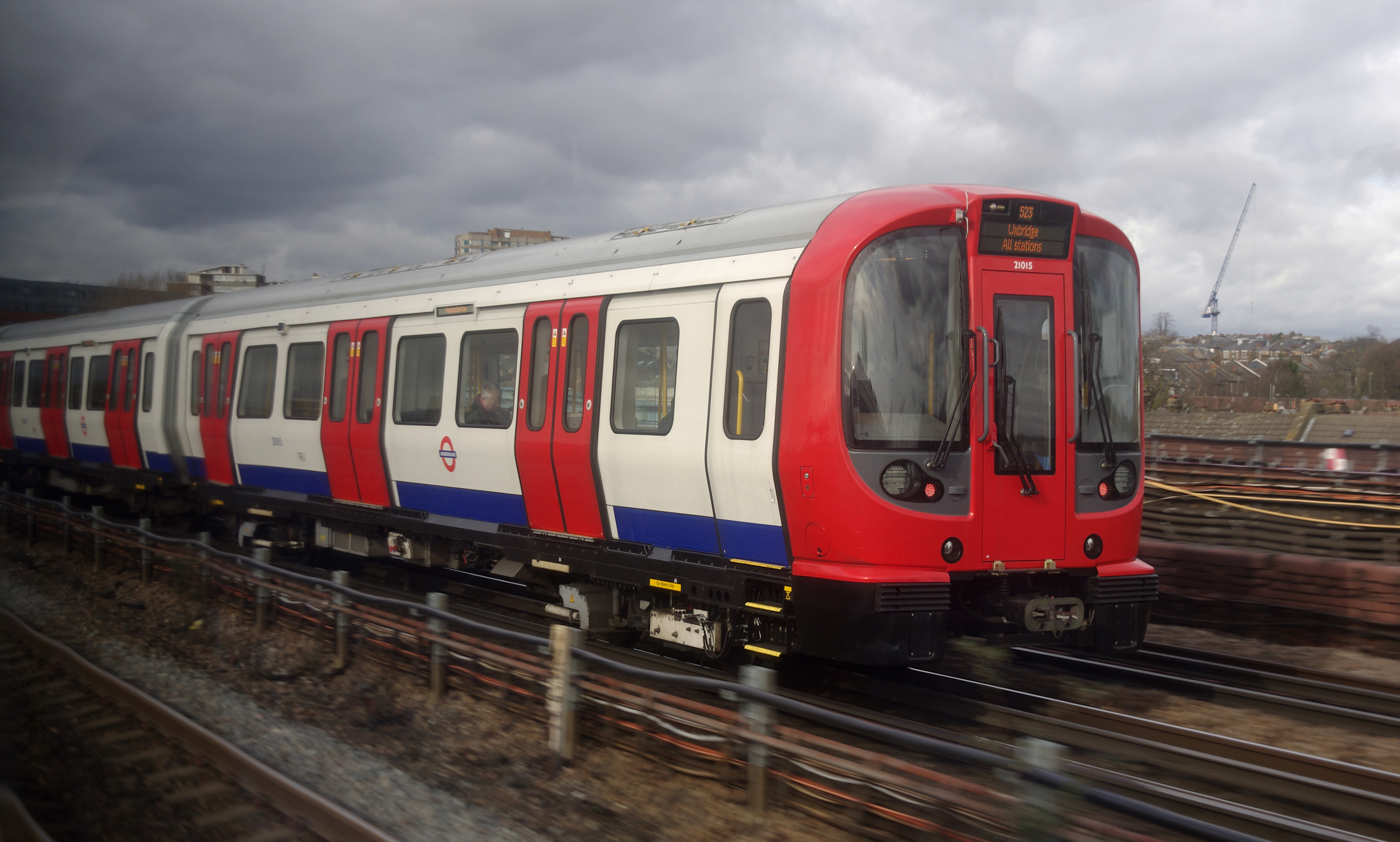
Потяги серії S

Перший час поїзди в лондонському метрополітені ходили на локомотивній тязі — в голові кожного потягу знаходився безтопочний паровоз, тому станції і тунелі підземки були сильно задимлені. Перші вагони метрополітену в залежності від вартості квитка поділялися на три класи. Застосування електричної тяги дозволило прокладати глибші тунелі. Перший електрифікований тунель було побудовано у 1890 році, зараз ця ділянка є частиною Північної лінії. Спочатку вагони на лініях глибокого закладення були позбавлені вікон. Проте така конструкція викликала у пасажирів психологічний дискомфорт, так що незабаром був налагоджений випуск нових вагонів.
На початок ХХІ сторіччя у Лондонському метрополітені використовують рухомий склад, побудований не раніше 1970 року. Склад поїздів у підземці варіюється від 4 до 8 вагонів в залежності від довжини платформ на даній лінії. Габарити вагонів, що експлуатуються на лініях мілкого закладення, значно відрізняються від габаритів потягів ліній глибокого закладення, бо тунелі обох типів мають різний діаметр і форму поперечного перерізу. Найменування потягів двох типів також різняться. Серії поїздів ліній мілкого закладення позначаються літерою, а ліній глибокого закладення — числом, що позначає рік, в який ця модель була сконструйована.
На середину 2010-х, на лініях мілкого закладення в експлуатацію вводиться нове покоління рухомого складу — потяги серії S, які вже замінили застарілі потяги серії А на лінії Метрополітен, а в перспективі повинні замінити і інші старі потяги. Крім пасажирських електропоїздів в лондонському метрополітені працюють робочі потяги, наприклад, потяги, призначені для перевезення баласту для колій і шпал, гальмівні вагони і інженерно-технічні лабораторії. Зазвичай до складу робочих поїздів входять вантажні вагони, які раніше працювали на звичайних залізничних лініях, а також списані пасажирські метровагони, переобладнані під різні інженерно-технічні станції і лабораторії.
Компанія London Underground Limited залучила компанії Alstom, Bombardier і Siemens для розробки нових полегшених енергозберігаючих, наполовину зчленованих потягів що умовно називаються «Evo» (від англ. Evolution — еволюція), для ліній глибокого закладення, які замінять застарілі потяги серій 1972, 1973, 1992. поки що тільки компанія Siemens оприлюднила в загальних рисах свій проєкт. За цим планом, новий рухомий склад крім зовнішнього вигляду буде відрізнятися від попередніх моделей наявністю клімат-контролю і оснащенням батарейним живленням, яка дає можливість поїзду прямувати до наступної станції навіть при втраті живлення на контактній рейці. Склад буде низькопідлоговий, а пасажиромісткість збільшиться на 11 % у порівнянні з нинішніми моделями. Також зменшиться його маса (маса усього составу менша ніж у наявних моделей на 30 т), состав стане енергоефективнішим, витрати електроенергії зменшаться на 17 % з увімкнутим кондиціонером і на 30 % без нього. За задумом, згодом, ці нові поїзди будуть працювати на лініях Бейкерлоо, Пікаділлі, Ватерлоо-енд-Сіті і Центральній.
На початку 1970-х на лінії Вікторія було впроваджено автоматичне керування потягами Автоматизація дозволила підвищити швидкість руху поїздів і на 25-30 % скоротити обслуговчий персонал.
Лондонський метрополітен одна з небагатьох залізничних мереж світу, які використовують систему т. з. «Четвертої контактної рейки». За додатковою рейкою проходить зворотний струм, що надходить по контактній рейці і контактній мережі. Це зумовлено тим, що зворотний струм як правило, протікає по колійним рейкам. У Лондонському метрополітені електрифікація здійснюється контактною рейкою, що проходить поруч з колією. На контактну рейку подається напруга 420 В постійного струму, а на «четверту рейку», яка розташована по центру між рейками подається напруга в 210 В постійного струму, всього в сумі тягова напруга становить 630 В постійного струму. На тих лініях, на яких також використовують поїзди з системою «трьох рейок» на контактну рейку подається напруга у 630 В постійного струму, а на «четверту рейку» 0 В.

## Перспективи розвитку

Лінія Кросрейл (Crossrail line) буде забезпечувати прямий зв'язок сходу Лондона із заходом, ця лінія буде об'єднана із системою ліній метрополітену, але фактично не буде його частиною.

Не будучи частиною Лондонського метрополітену, але об'єднана з ним, лінія Кросрейл за планом має утворити новий маршрут через центр Лондона до 2018 року. Довгостроковим планом Лондонського метрополітену є лінія Челсі-Хекні (Chelsea-Hackney) або Кросрейл 2, що не відкриється раніше лінії Кроссрейл 1 у 2018 році. Не виключено, що лінія стане частиною Лондонського метрополітену. Лінія Челсі-Хекні буде проходити з південного заходу на північний схід Лондона, перетинаючись у багатьох місцях з іншими лініями метрополітену, для того щоб зменшити їх переповненість. Проте цей проєкт ще не затверджений і ще знаходиться в стадії розробки.
Всі лінії метрополітену модернізуються: збільшується пропускна спроможність ліній і поліпшується безпека з новим автоматизованим пристроєм СЦБ у мережі, найчастіше часткового, автоматичного управління поїздом (Automatic train operation, скор. АТО), заміна рейок, ремонт станцій і де необхідно рухомих складів. На чотирьох лініях мілкого закладення, на середину 2010-х вдосконалюється нова радіосистема контролю руху поїздів (Communications-Based Train Control скор. CBTC) — система сигналізації, яка дозволятиме скоротити інтервал руху поїздів, що збільшить пропускну здатність.
У ході випробувань зони дії мобільних телефонів на лінії Ватерлоо-енд-Сіті було встановлено, що зона дії мобільного зв'язку доречна в усій мережі ліній метро,  послуга була впроваджена до Олімпійських ігор 2012.
Влітку температура на деяких ділянках метрополітену може стати не комфортною через велику глибину і недостатню вентиляцію тунелів глибокого закладення, температура в них одного разу піднялася до 47° C у 2006 році під час погодної аномалії. 2009 року температура в тунелях глибокого закладення піднімалася до 32°С, це у поєднанні з поганою якістю повітря, який за результатами дослідження 2003 року був у 73 рази гірше, ніж на вулиці. Двадцятихвилинна поїздка у метрополітені на Північній лінії дає такий же ефект, що і куріння однієї сигарети. Згідно з доповіддю Палати Громад у 2003 році, пасажири щодня наражаються на небезпеку для здоров'я, оскільки їх поїздки відбуваються у неприпустимих умовах. У метрополітені можна побачити плакати, що радять пасажирам носити з собою пляшку з водою. Випробування системи охолодження ґрунтовими водами на станції Вікторія проходили в 2006—2007 роках, щоб визначити, яку систему охолодження доцільно і ефективно вводити в широке використання для охолодження метрополітену. Нові поїзди серії S, обладнані кондиціонерами, на початку 2010-х введено в експлуатацію на лінії Метрополітен, і незабаром повинні з'явитися на лініях Дистрикт, Хаммерсміт-енд-Сіті та Кільцевій.
Проєкт лінії Крокслі Рейл Лінк передбачає відгалуження від лінії Метрополітен до Ватфорд уздовж занедбаної дороги. Цей проєкт був схвалений урядом 14 грудня 2011 року. Будівельні роботи заплановано почати у червні 2014 року і завершити до січня 2016 року.
Мер Лондона, Борис Джонсон запропонував продовжити лінію Бейкерлоо до районів Луїшем, Кетфорд і Хейз, бо на півдні Лондона недостатньо ліній метро (як альтернатива є тільки приміські лінії).
Також існують пропозиції реконструювати тунелі мілкого закладення, розділити Північну лінію і продовжити гілку Чарінг-Крос, яка сьогодні є частиною Північної лінії, до району Баттерсі, але ці проєкти залежать від інших продовжень, тому їх реалізація може бути почата тільки після завершення попередніх. Дозвіл на проведення планувальних робіт з продовження Північної лінії, а саме гілки Чарінг-Кросс, до району Баттерсі вже отримано.. Продовження лінії до району Баттерсі фінансується з приватних рук у рамках модернізації електростанції Баттерсі, яка тягне за собою повномасштабне відновлення і оновлення цілого промислового району Найн Елмс (частина боро Вандзверт). Також пропонується продовжити Центральну лінію від станції Вест-Райсліп (англ. West Ruislip) до ст. Аксбрідж через станцію Ікенхам, це дозволить скоротити потік транспорту на автомагістралі А 40 (Лондон- Фішгард (Уельс)) в межах міста, проєкт може бути завершений до 2021 року. Майбутня лінія буде проходити за існуючими коліями, але введення в експлуатацію нової гілки залежить від вдосконаленої системи сигналізації, яка можливо почне працювати до 2017 року.